# إيه سي ميلان موسم 2001–02
كان لدى رابطة ميلان لكرة القدم موسمًا متوسطًا آخر في 2001–02، ولم يكن الفريق على قدر التوقعات. احتل ميلان المركز الرابع في الدوري، وضمن التأهل إلى دوري أبطال أوروبا، بفضل ختامه القوي للموسم، حيث تفوق على كييفو ولاتسيو وبولونيا.
في أوروبا، قدم ميلان أداءً جيدًا لمعظم الموسم ووصل إلى الدور نصف النهائي من كأس الاتحاد الأوروبي، ولكن تم إقصاؤه على يد فريق بوروسيا دورتموند القوي (الذي فاز بالدوري الألماني في ذلك الموسم)، وخسر 4–0 في ملعب ويستفاليا في مباراة الذهاب؛ تعافى ميلان وفاز 3–1 في سان سيرو في مباراة الإياب، لكن هذا الفوز لم يكن كافياً.
أدت البداية السيئة للموسم إلى الإقالة المبكرة للمدير الفني الجديد فاتح تريم، والذي تم استبداله بكارلو أنشيلوتي في 5 نوفمبر 2001.